# 나이츠 오브 더 라운드
《나이츠 오브 더 라운드》는 캡콤이 제작한 1991년 아케이드 진행형 격투 게임이다. 아서왕과 원탁의 기사 설화에 기반한 작품이다. 액션 롤플레잉 비디오 게임와 유사하게 레벨을 증가하면 가진 장비가 강화되는 시스템을 갖췄다. 캡콤의 아케이드 기판 CP 시스템으로 개발됐으며 최대 3인 협력 플레이를 지원한다.
1994년에 2인용 플레이를 지원하는 슈퍼 패미컴 이식판이 출시됐다. 2018년, 플레이스테이션 4, 닌텐도 스위치, 엑스박스 원 및 마이크로소프트 윈도우로 출시된 《캡콤 벨트 액션 컬렉션》에 수록됐다.

## 등장인물

### 플레이어
각 플레이어 마다 일정 점수에 도달하면 레벨 업을 한다. 레벨은 총 16단계가 있으며 만렙인 16 레벨에는 어지간해서는 도달하기 힘들다.
- 아서왕: 나머지 플레이어들과는 다르게 신분이 국왕이다. 검을 사용하며 왕이라서 그런지 최대 레벨에 도달하면 작 중 가장 멋있는 갑옷을 입는다. 능력치는 균형이 잡혀 있다.
- 랜슬롯: 아서왕의 휘하 장군으로 원탁의 기사 16인 중 1인. 저 레벨에서는 시미터를 사용하지만 고 레벨이 되면 언월도를 사용한다. 민첩 특화형 캐릭터이다.
- 퍼시벌: 아서왕의 휘하 장군으로 원탁의 기사 16인 중 1인. 도끼를 사용하며 괴이하게 레벨이 상승할수록 옷의 노출도가 올라간다. 공격력 특화형 캐릭터이다.

### 적

#### 병사
- 솔저: 그냥 병사. 징병 당한 지 얼마 안 되어 어리버리하며 단검으로 싸운다. 맨 얼굴과 투구 2종류가 있으며 투구를 쓴 쪽이 체력이 더 많다.
- 소드맨: 거대한 검을 휘두르는 병사. 공격력이 엄청나게 강하지만 나머지 능력은 별로 좋지 않으며 공격 속도가 매우 느려 그다지 강한 적은 아니다.
- 버드맨: 키 크고 깡마른 병사. 토마호크 도끼와 카이트 방패로 무장했으며 입고 있는 전신 갑옷이 새를 닮아 이런 이름이 붙여졌다.
- 마스크맨 / 스카이 워커: 남자 병사이지만 짧은 옷과 팬티스타킹을 착용했다. 마스크맨은 가면이며 스카이 워커는 맨얼굴이다. 무기는 레이피어이다. 소드맨과는 정반대로 공격력은 그다지 좋지 않치만 대단히 민첩하다.
- 팻 맨: 키가 작고 뚱뚱한 병사. 할버드를 들고 싸운다.
- 버스터: 비만의 분대장급 병사. 모닝스타와 큰 원형방패로 무장했으며 말만 보면 타려고 애쓴다. 병사 중 유일하게 말을 탈 수 있다.
- 마법사: 마법사라고는 하지만 정작 사용하는 마법은 순간이동이 전부이며 슬링으로 무장했다.
- 바바리안: 중동 스타일의 갑옷을 입은 병사. 시미터와 큰 원형방패로 무장했다.

#### 동물
- 호랑이: 광견병에 걸린 호랑이이다.
- 매: 단검을 들고 날아다닌다.

#### 장군
- 스콘 / 톨 맨: 스테이지 1의 보스. 중대장급 기사로 판금 갑옷을 입고 할버드로 무장했다. 웃음 소리가 특이하다. 톨 맨은 후반 스테이지에서 중간보스로 등장한다.
- 브루포드: 스테이지 2의 보스. 장발의 기사이며 모티브는 죠죠의 기묘한 모험에 등장하는 동명의 기사이다. 최초 등장 시 승마 상태이며 장검과 단검으로 무장했으며 날아차기로 공격한다.
- 아론: 스테이지 3의 보스. '은의 황제'라는 이명을 가진 국왕이다. 너클과 모닝스타로 무장했다.
- 팬텀: 스테이지 4의 보스. 스카이 워커와 동일한 외모이지만 검은 옷이다. 분신술을 사용한다.주인공에게 패하면 도망쳤다가 마지막 스테이지의 중간보스로 다시 등장한다.
- 발바스: 스테이지 5의 보스. 거대한 덩치에 야만인 같은 갑옷을 입었으며, 주인공 몸뚱이만한 거대한 망치를 휘두른다.
- 무라마사: 스테이지 6의 보스. 일본 출신의 사무라이로 일본도를 사용한다. 점프해서 메테오 공격을 한다.
- 아이언 골렘: 스테이지 7의 중간보스. 팬텀이 조종하는 강철 기계이다.
- 가리발디: 스테에지 7의 보스(최종보스). 아론과 같은 갑옷이지만 색깔만 금색이며 기본 무기 역시 아론과 동일하다. 최초 등장 시 승마 상태이다. 무라마사처럼 메테오 공격도 한다.

### NPC
- 병사: 아서 왕이 레벨 3 인 상태와 같은 갑옷을 입은 아군 측 병사이다. 하지만 전투력은 약해서 마스크 맨이나 버스터와 싸워서 패하기도 하며 스테이지 1에서는 3명이 한꺼번에 덤비고도 스콘 단 1명에게 사살 당하는 등 보잘 것 없는 병졸이다. 마스크 맨이나 버스터와 싸우는 병사를 일정 시간 이내에 구출하면 선물을 주고 도망가지만 구출하지 못하면 마스크 맨이나 버스터에게 살해당한다.

## 반응
일본 잡지 〈게임 머신〉 1992년 3월 1일자에서 《나이츠 오브 더 라운드》가 《스트리트 파이터 II: 더 월드 워리어》를 제치고 그 달 가장 인기있는 아케이드 게임으로 선정됐다.

## 참조

### 내용주
1. ↑  영어: Knights of the Round, 일본어: ナイツオブザラウンド
2. ↑  In Electronic Gaming Monthly's review of the SNES version, three critics scored it 7/10, one 8/10, another 9/10.[3]
3. ↑  Nintendo Power scored the SNES version 3.6/5 twice for graphics/sound and play control, 3.2/5 for challenge, and 2.9/5 for theme/fun.[5]